# Gregor Günther (Handballspieler)
Gregor Günther (* 12. März 1978 in Bregenz) ist ein ehemaliger österreichischer Handballspieler und nunmehriger Vereins-Manager. Günther ist seit 2021 Präsident des Handballvereins Bregenz Handball.

## Werdegang
Gregor Günther studierte nach dem Gymnasium und dem HAK-Kolleg an der Fachhochschule Vorarlberg in Dornbirn betriebliches Prozess- und Projektmanagement. Anschließend arbeitete er in der Hypo Landesbank Vorarlberg.
Gregor Günther spielte von 1991 bis 2008 bei A1 Bregenz auf der Position Rückraum und stand im Aufgebot der Österreichischen Handballnationalmannschaft, für die er 44 Länderspiele bestritt. 2008 wechselte er in die zweite Mannschaft von A1 Bregenz, wurde jedoch auch noch für die erste Mannschaft eingesetzt. Er wurde auch für die Europameisterschaft 2010 nochmals aufgestellt.
Mit Bregenz war er achtmal Österreichischer Meister und gewann viermal den ÖHB-Cup. Er spielte mit den Österreichern in der EHF Champions League (2002, 2003, 2005, 2006, 2007, 2008, 2009) und im Europapokal der Pokalsieger (2001, 2004). Seit 30. Juni 2021 ist Gregor Günther Präsident seines Stammvereins Bregenz Handball.
Seine zwei Brüder Philipp Günther und Matthias Günther spielen ebenfalls bei A1 Bregenz Handball.